# Wim Mertens
Wim Mertens (Neerpelt, Bélgica, 14 de mayo de 1953) es un compositor, cantante contratenor, guitarrista, pianista y musicólogo belga que ha realizado conciertos en Europa, Norte y Centroamérica, Japón y Rusia. A partir de 1980 ha compuesto diferentes piezas, desde canciones cortas hasta complejos movimientos de tres o cuatro partes, y también ha escrito para instrumentos no usuales.

## Biografía
Mertens estudió Ciencias Sociales y Políticas en la Universidad de Lovaina (graduándose en 1975), así como Musicología en la Universidad de Gante. También estudió Teoría Musical y piano en el Real Conservatorio de Gante y en el Real Conservatorio de Bruselas. En 1978, se convirtió en productor en el entonces BRT (Radiotelevisión Belga). Para Radio 2 (Radio Brabant) produjo conciertos de Philip Glass, Steve Reich, Terry Riley, Meredith Monk, Urban Sax y otros, y tuvo un programa llamado Funky Town junto con Gust De Meyer — con el que grabó el CD experimental For Amusement Only, destinado para máquinas de pinball.
Conocido sobre todo como compositor desde los últimos años setenta, Mertens es reconocido por su obra Struggle for Pleasure, la cual fue elegida como música para los anuncios del operador de GSM belga Proximus. Es también conocido por su pieza Maximizing the Audience, que fue compuesta para la obra de Jan Fabre The Power of Theatrical Madness, estrenada en 1984 en Venecia (Italia), y la primera en ser compuesta con la voz de Mertens. El estilo de Mertens, aunque en continua evolución durante el transcurso de su prolífica producción, roza el minimalismo, la música ambiental y el avant-garde, normalmente, en cualquier caso, preservando la melodía de las incursiones que realiza en los mundos que explora.
La música de Mertens fue usada junto con la de Glenn Branca en la película de Peter Greenaway The Belly of an Architect 1987. Mertens también grabó bajo el nombre «Soft Verdict» y es el autor del libro American Minimal Music, acerca de la escuela de la música repetitiva estadounidense, también llamada minimalista. 
En marzo de 1998 Wim Mertens fue nombrado embajador Cultural de Flandes. 
En agosto de 2007 Mertens firmó un contrato con EMI Music Belgium, sello que está realizando un ambicioso plan de relanzamiento de todo el repertorio anterior del compositor desde enero de 2008. Su oeuvre intégrale estará disponible de forma digital y para todo el mundo. No es la primera vez que EMI y Mertens trabajan conjuntamente, ya que en 1999 la banda sonora de la película de Paul Cox Padre Damián fue editada por este sello discográfico.
En junio de 2009, EMI Classics publicó el ciclo Qua que empezó en 1990 con Alle dinghe, seguido de Gave van niets en 1994, Keren en 1999 y Aren lezen en 2001. Se publicaron en una caja recopilatoria. En la misma fecha se publicó el nuevo trabajo de Mertens The world tout court. La discografía de Wim Mertens está disponible a través de Emi Clasics. 
Compositor afamado, Mertens da múltiples conciertos anuales por todo el mundo, generalmente en uno de los formatos siguientes: 
- Wim Mertens Solo o Solo Piano, como solista de piano y voz.
- Wim Mertens Duo, acompañado en algunos casos de violín, violonchelo  y en otros de un saxofón soprano.
- Wim Mertens Trio, con violín, violonchelo, piano y voz.
- Wim Mertens Ensemble, con un conjunto de diferentes voces e instrumentos (Contrabajo, violonchelo, 2 violines, piano y voz).

De este último tipo es el concierto grabado el 30 de septiembre de 2005 en el Teatro de Roma, en Amberes, y publicado en el DVD What you see is what you hear (2006), grabación perteneciente al ciclo de conciertos "Maximizing The Audience", por la celebración del 25 aniversario. En esta ocasión Mertens dirigió un conjunto de 12 músicos compuesto por él mismo aportando voz y piano, un quinteto de cuerda (2 violines, viola, violonchelo y contrabajo) y un coro a tres voces blancas (2 sopranos, 2 mezzosopranos y 2 contraltos).

## Discografía oficial
- 1982 - For Amusement Only (The Sound Of Pinball Machines).
- 1982 - At Home - Not At Home.
- 1982 - Vergessen.
- 1983 - Struggle For Pleasure.
- 1984 - Maximizing The Audience.
- 1984 - The Power Of Theatrical Madness (sencillo de edición limitada).
- 1985 - Instrumental Songs.
- 1986 - A Man Of No Fortune And With A Name To Come.
- 1987 - Educes Me.
- 1987 - The Belly Of An Architect (BSO).
- 1988 - After Virtue.
- 1989 - Motives For Writing.
- 1991 - Alle Dinghe Part I: Sources of Sleeplessness.
- 1991 - Alle Dinghe Part II: Vita Brevis.
- 1991 - Alle Dinghe Part III: Alle Dinghe.
- 1991 - Stratégie De La Rupture.
- 1991 - Hufhuf (sencillo extraído de Stratégie De La Rupture, incluido previamente en material inédito).
- 1993 - Shot And Echo.
- 1993 - A Sense Of Place.
- 1994 - Epic That Never Was (álbum musical del concierto en directo del 30 de octubre de 1993 en el Teatro San Luiz (Lisboa).[1]
- 1994 - Gave Van Niets Part I: You'll Never Be Me.
- 1994 - Gave Van Niets Part II: Divided Loyalties.
- 1994 - Gave Van Niets Part III: Gave Van Niets.
- 1994 - Gave Van Niets Part IV: Reculer Pour Mieux Sauter.
- 1995 - Jeremiades.
- 1996 - Entre Dos Mares.
- 1996 - Lisa.
- 1996 - Jardin Clos.
- 1997 - Sin Embargo.
- 1997 - Best Of (recopilatorio).
- 1998 - In 3 Or 4 Days (sencillo extraído de Integer Valor, incluido previamente en material inédito).
- 1998 - Integer Valor.
- 1999 - Father Damien (BSO).
- 1999 - Integer Valor - Intégrale.
- 1999 - Kere Weerom Part I: Poema.
- 1999 - Kere Weerom Part II: Kere Weerom.
- 1999 - Kere Weerom Part III: Decorum.
- 2000 - If I Can (grabación original de 1986).
- 2000 - Rest Meines Ichs (sencillo acompañando a Der Heisse Brei, no vendido separadamente).
- 2000 - Der Heisse Brei.
- 2001 - At Home - Not At Home (reedición, 2001).
- 2001 - If Five Is Part Of Ten Part I: If Five Is Part Of Ten.
- 2001 - If Five Is Part Of Ten Part II: Aren Lezen.
- 2001 - If Five Is Part Of Ten Part III: Kaosmos.
- 2001 - If Five Is Part Of Ten Part IV: aRe.
- 2002 - Years Without History - Vol. 1 - Mains De Mètre, Assez De Rythme (Concierto en París, 1 de octubre de 1992).
- 2002 - Years Without History - Vol. 2 - In The Absence Of Hindrance (Concierto en Gdansk,  22 de noviembre de 1998).
- 2002 - Years Without History - Vol. 3 - Cave Musicam (Concierto en Brujas, 29 de octubre de 1998).
- 2002 - Antología - Lo Mejor De Wim Mertens (recopilatorio).
- 2002 - Wim Mertens Moment (Boxset que ofrece Vergessen, Ver-Veranderingen (previamente grabada en 1981, pero indédita), The Belly Of An Architect, Struggle For Pleasure, Motives For Writing, Maximizing the Audience, Instrumental Songs, If I Can, For Amusement Only, Educes Me, At Home - Not At Home, After Virtue y A Man Of No Fortune, And With A Name To Come).
- 2003 - Ver Veranderingen (grabación original de 1981).
- 2003 - Years Without History - Vol. 4 - Not Yet, No Longer (Concierto en Gdansk, 9 de noviembre de 2002).
- 2003 - Skopos.
- 2004 - Years Without History - Vol. 5 - With No Need For Seeds (Concierto en Madrid, 2 de diciembre de 1986).
- 2004 - Shot and Echo/A Sense Of Place (reedición incluyendo previamente material inédito).
- 2005 - Un respiro.
- 2006 - Partes Extra Partes (recopilación de una nueva grabación).
- 2006 - What You See Is What You Hear (DVD).
- 2007 - Receptacle.
- 2008 - Years Without History - Vol. 7 - Nosotros (Concierto en Gaasbeek, 14 de julio de 2002).
- 2008 - Years Without History - Vol. 6 - The Promise Kept In Advance (Concierto en Lisboa, 6 de junio de 1999, incluido dentro del Boxset Vol. 1-6, que contiene los seis primeros volúmenes de la serie).
- 2008 - L´heure Du Loup.
- 2009 - Music And Film (recopilatorio en 3 CD, Boxset con 20 canciones inéditas).
- 2009 - The world tout court.
- 2009 - QUA (colección de 37 CD).
- 2010 - Zee versus zed.
- 2011 - Series Of Ands - Immediate Givens (2-CD).
- 2011 - Open Continuum (Concierto en Santa Cruz de Tenerife, 2-CD+1-DVD).
- 2012 - Struggle For Pleasure  / Double Entendre (2-CD).
- 2012 - A Starry Wisdom.
- 2013 - When Tool met Wood.
- 2015 - Charaktersketch.
- 2016 - What Are We, Locks, To Do?.
- 2016 - Dust of truths.
- 2016 - Cran aux oeufs.
- 2018 - That Which Is Not.
- 2019 - Certain Nuances Excepted.
- 2020 - Inescapable ( 4 CD recopilatorio con algunas obras nuevas).
- 2020 - The Gaze of the West
- 2022 - Heroides
- 2024 - Ranges of robustness

(Cran auf oeux es un triple disco, compuesto por: Charaktersketch, What Are We, Locks, To Do? y Dust of truths)

## Discografía no oficial
- 1984 - A Visiting Card.
- 1983 - Close Cover (recopilatorio).
- 1985 - Usura Early Works (1981-1982) (recopilatorio).
- 1986 - Hirose.
- 1986 - Close Cover (2) (recopilatorio).
- 1988 - Whisper Me.
- 1990 - No Testament.
- 1990 - Play For Me.
- 1992 - Houfnice.
- 1992 - Retrospectives Volume 1 (recopilatorio).
- 1994 - Gave Van Niets (promocional).
- 1996 - As Hay In The Sun.
- 1996 - Piano & Voice.
- 1998 - And Bring You Back.
- 2001 - Aren Lezen (promocional).
- 2008 - Concierto de Radio 3 (Madrid, 23 de febrero de 2008).